# Башкортостан (кинокомпания)
Башкортоста́н (баш. Башҡортостан), официальное именование ГАУ Республики Башкортостан киностудия «Башкортостан» —  советская, а позже российская кинокомпания, занимающаяся производством полнометражных, документальных и мультипликационных фильмов. Расположена в городе Уфе, Республики Башкортостан.

## История
Самая молодая киностудия в СССР. Основана при республиканском Министерстве культуры 25 мая 1990 года в соответствии с распоряжением Совета Министров Башкирской АССР. Первым руководителем киностудии был назначен Амир Абдразаков.
В первые годы на киностудии снимались хроникально-документальные фильмы, основная тематика которых — история Башкортостана.
С 1992 года на киностудии создаются анимационные фильмы.
В 1995 году был снят первый игровой фильм «Стеклянный пассажир» (режиссёр Булат Юсупов, сценарист Айдар Акманов, оператор Рияз Исхаков, художник Владислав Байрамгулов).
В 1997—2006 гг. ежеквартально выпускался тележурнал «Акбузат» о политической, экономической и культурной жизни Башкортостана.
В 2007 году киностудия приступает к созданию игровых кинопроектов в цифровом формате. На киностудии завершается производство первого полнометражного художественного фильма режиссёра Ануара Райбаева в жанре комедии «Спасибо».
В соответствии с распоряжением Правительства Республики Башкортостан от 27 октября 2008 года Киностудия «Башкортостан» была реорганизована. ГУП «Башкиновидеопрокат» и ГУП РБ Киностудия «Башкортостан» были объединены в единую республиканскую организацию ГУП РБ Киностудия «Башкортостан».
В 2007 году принято решение о строительстве киностудии на въезде в посёлок 8 Марта. По проекту «Башкиргражданпроекта», новый киноцентр должен состоять из большого и малого павильонов, цеха декораций, осветительного цеха, мастерской обслуживания актёров, аппаратной звукозаписи, просмотрового зала, цеха тиражирования фильмов, фильмохранилища, гостиницы и пр..
В 2017 преобразована в Государственное автономное учреждение.

## Фильмы

### Анимационные фильмы
- «Сад расходящихся тропок»;
- «Паучок»;
- «Далеко вниз по реке»;
- «Мешок обмана»;
- «Лев и Заяц»;
- «Та сторона, где ветер»;
- «Сын охотника»;
- «Глупый волк»;
- «Алдар и серый волк»;
- «Ни пуха, ни пера»;
- «Северные Амуры»; 2023

### Документальные фильмы
- «Хроника Республики» (1990; сцен. М. М. Зарипов, реж. А. Г. Абдразаков., опер. А. К. Биктимиров и И. Х. Галиуллин);
- «Дни Салавата Юлаева» (1991; сцен. и реж. М. Н. Якшимбетов, опер. Р. М. Исхаков);
- «Заки Валиди Тоган» (1992; сцен. Г. Г. Шафиков, реж. А. Г. Абдразаков, опер. И. Х. Галиуллин);
- «Аркаим» (1993; сцен. и реж. М. Н. Геллер, опер. И. Х. Галиуллин и А. И. Трегубов);
- «Гаскаров» (1994; сцен. и реж. В. С. Каримов, опер. И. Х. Галиуллин и Л. А. Мешков);
- «Курултай» (1995; сцен. и реж. Э. Х. Давлетшина, опер. И. Х. Галиуллин);
- «Мы верим» (1996; сцен. М. Т. Абузаров, А. Г. Абдразаков, реж. А. Г. Абдразаков, опер. И. Х. Галиуллин и В. В. Желябов);
- «Когда сливаются две реки» (1997; сцен. А. А. Акманов, реж. Б. Т. Юсупов, опер. И. Х. Галиуллин и В. В. Желябов);
- «Уфа — город мой» (1999; сцен. М. С. Буракаева, реж. Р. А. Исмагилов, опер. И. Х. Галиуллин);
- «Мусульманская рапсодия» (2000; сцен. и реж. А. А. Акманов, опер. Р. М. Исхаков);
- «На родине по Родине тоскую» (2002; сцен. Р. Т. Бикбаев, реж. А. Г. Абдразаков, опер. И. Х. Галиуллин);
- «Мустай Карим» (2004; сцен. Р. З. Хантимиров, реж. А. И. Юмагулов, опер Р. М. Исхаков) и др.

### Короткометражные художественные фильмы
- «Визит» (2013, реж. Б. Т. Юсупов);
- «Головоломка»;
- «Две далёкие — близкие зимы» (1996; сцен. Р. Д. Кубаев и Р. К. Ямалеев, реж. И. Г. Исламгулов, опер. Н. Г. Гайл);
- «Два соседа»;
- «Дикарь»;
- «Енмеш»;
- «Карусель»;
- «Кровать»;
- «Листок»;
- «Между нами»;
- «Ночью можно»;
- «Пилорама»;
- «Стеклянный пассажир» («Быяла юлсы»; 1996; сцен. А. А. Акманов и Б. Т. Юсупов, реж. Б. Т. Юсупов, опер. Р. М. Исхаков);
- «Три письма»;
- «Я женюсь!».
- «Дикарь».
- «Когда шёл снег...».
- «Внеклассный урок».

### Полнометражные художественные фильмы
- «Дневник поэта»; 2022, реж. Б.Т. Юсупов;
- «Первая Республика»; 2018, реж. Б.Т. Юсупов;
- «13 раунд»; 2011, реж. Б.Т. Юсупов;
- «День хомячка»; 2003;
- «Долгое-долгое детство»; 2005;
- «Ловец ветра» (90 мин.) (сцен А.Акманов, А.Чернышев; реж. А. Юмагулов; опер.-Р.Исхаков, А.Смирнов; актеры - М.Гайнетдинов,  М.Башаров, Р.Бабич, и др.) 2010г.
- «Моя звезда»;
- «Радуга над деревней» («Ауыл өҫтөндә йәйғор; 2000; сцен. А. А. Акманов, З. Д. Буракаева, М. С. Буракаева, С. А. Вахитов и Б. Т. Юсупов, реж. Б. Т. Юсупов, опер. Р. М. Исхаков);
- «Седьмое лето Сюмбель» («Сөмбөлдөң етенсе йәйе»; 2002; сцен. М. М. Тимербулатов и Б. Т. Юсупов, реж. Б. Т. Юсупов, опер. А. Е. Лесников);
- «Спасибо» («Рәхмәт»; сцен. З. Буракаева и Т. Буракаева, реж. А. Райбаев, опер. И. Ишаев и Т. Ганеев)[3].

## Руководители
1990—1991 гг. — А. Г. Абдразаков;
1991-1992 ГГ -  Р. Ш . Баимов
1991—1993 гг. — В. С. Каримов;
1993—1997 гг. — М. Н. Новиков;
1997—2006 гг. — Р. А. Исмагилов;
2006—2012 гг. — А. Г. Юнусов;
2012—2018 гг. — А. Ш. Хужахметов;
с 05. 2018 г. — Ю. М. Аминев.

## Награды
- Диплом Международного кинофестиваля «Серебряный полумесяц» в Ашхабаде в 1992 году за фильм «Врата свободы»
- Главный приз кинофестиваля «Молодое кино Урала» в 1995 году за мультфильм «Сад расходящихся тропок»
- Гран-при на 3 открытом Всероссийском фестивале анимационного кино «Таруса» за мультфильм «Далеко вниз по реке»
- За программу фильмов «Стеклянный пассажир» и «Две далёкие близкие зимы» киностудия отмечена дипломом открытого фестиваля неигрового кино «Россия-97» и Союза кинематографистов России
- Диплом Всероссийского фестиваля анимационного кино за мультфильм «Мешок обмана»
- В 2001 году получил приз в номинации «За открытие новой кинематографии» на Международном кинофестивале тюркоязычных стран в Стамбуле.

## Люди, связанные с киностудией
- Асхат Тазетдинович Ашрапов,  кинорежиссёр и кинооператор. Один из пионеров-основателей киностудии.